# Udaloj (cacciatorpediniere)
Udaloj fu un cacciatorpediniere classe Udaloj della Marina Russa.

## Sviluppo e progettazione
Il Progetto 1155, sviluppato negli anni '70, era un programma sovietico volto alla progettazione e costruzione di navi da combattimento specializzate. Si trattava di un tentativo di creare una classe di cacciatorpediniere antisommergibile, poi nota come classe Udaloj, in risposta all'elevato costo delle navi multiruolo di grandi dimensioni.
La nave è lunga 156 metri, ha un baglio (larghezza) di 17,3 metri e un pescaggio di 6,5 metri.

## Costruzione e carriera
Udaloj fu impostato il 23 luglio 1977 e varato il 5 febbraio 1980 presso il cantiere Yantar Shipyard a Kaliningrad, entrando in servizio il 31 dicembre dello stesso anno. Il 24 gennaio successivo venne assegnato alla Flotta del Nord, unendosi alla 10ª brigata di navi antisommergibili del 7° squadrone operativo con sede a Severomorsk.
Dal 26 ottobre 1983, Udaloj partecipò ad operazioni nell'oceano Atlantico, dove, Insieme alle navi ammiraglio Isakov, Otchayannyy e Genrikh Hasanov, scortò la portaerei Novorossiysk fino alla latitudine di Gibilterra. Pochi mesi dopo, tra il 26 ed il 30 marzo 1984, l'Udaloj compì una visita ufficiale a Cuba, toccando i porti de L'Avana e Cienfuegos, prima di riprendere operazioni di pattugliamento e combattimento nel Mar Mediterraneo.
Nel 1985 il cacciatorpediniere venne riassegnato alla Flotta del Pacifico, ma successivamente, tra il 24 ottobre 1988 ed il 19 gennaio 1990, fu sottoposto a una profonda revisione a Kronštadt per garantire la sua efficienza operativa. Durante il dicembre 1991, l'Udaloj insieme alla nave Vigilant, scortò l'ammiraglio Kuznecov attraverso lo Stretto di Gibilterra fino a Severomorsk, riuscendo anche a mantenere il contatto con quattro sottomarini stranieri lungo il tragitto.
Nel 1993, a causa della carenza di coscritti, l'Udaloj venne trasferito nella riserva di 2ª categoria, per poi essere definitivamente radiato dalla Marina il 16 agosto 1997. Negli anni successivi, iniziò il suo smantellamento, ma nel 2002 affondò nella baia di Kola, vicino al villaggio di Belokamenka. Solo nel marzo 2006 venne recuperato dal fondale dalla LLC Gidrotekhservice e successivamente smaltito.